# クロアチアの映画

クロアチアの映画（クロアチアのえいが、クロアチア語：Hrvatska kinematografija）は、クロアチア国籍を持つ者またはギリシャの法人によって製作された映画で、ギリシャ国内の映画館等で公開される映画を指す。ユーゴスラビア時代から多くの映画製作が始まり、主にアニメーション映画が重要な分野の一つ。

## 歴史
クロアチアで初の映画製作は20世紀の始まりであり、1906年に首都ザグレブで、クロアチア初の映画館が結成された。1917年に監督アーセン・マースが初のクロアチア製長編映画『ザグレブのブルツコ』を製作。
第二次世界大戦後、クロアチアはユーゴスラビアの一部になり多くの映画は、連邦政府から検閲された。1950年代にはユーゴスラビア黄金時代が始まり多くの映画はセルビア・クロアチア語で製作され、クロアチアで多くのロケ地を使った。ユーゴスラビア時代多くの映画は旧首都ベオグラードで製作され、クロアチア製作はあんまり盛んでなかった。1960年代にも多くの映画が製作され、戦争映画『ネレトベの戦い』が多くの人気を得た。
1990年代にユーゴスラビア紛争が始まり、クロアチアの独立後は多くの紛争に関する映画が製作された。2000年代から現代にも、クロアチアは多くの映画を製作しているが、クロアチアやバルカン半島の国々以外、人気を受けている映画はあんまりない。

### アニメーション
クロアチアは1920年代からアニメーション製作が盛んであり、主にユーゴスラビア時代には人気が多かった。主にザグレブ映画制作から製作された『バルタザール博士』は東ヨーロッパで大人気であり、その時代のチェコスロバキアアニメーション製作と似ていた。毎年ザグレブで国際アニメーション映画祭が開催され、現代にもアニメーションの影響が高い。

## 主な映画祭
- プーラ映画祭
- ザグレブ映画祭
- ザグレブ国際アニメーション映画祭
- スプリット映画祭